# Gevorg Kasparov
Gevorg Kasparov (em armênio: Կասպարով Գեւորգ,25 de julho de 1980 em Yerevan) é um futebolista armênio que atua como goleiro. Atualmente defende as cores do Gandzasar FC.
É constantantemente covocado para a Seleção Armênia de Futebol.  
Gevorg já atuou pelos principais clubes da Armênia.